# Jenny Serrano
Jenny Esperanza Serrano Flores (Cochabamba, Bolivia; 13 de abril de 1963) es licenciada en artes y curso hasta 7mo semestre de ingeniería eléctrica en Cochabamba, también es una destacada actriz, Comediante y Cantante lírica boliviana.

## Biografía
Jenny Serrano nació un 13 de abril de 1963 en la ciudad de Cochabamba. Es hija de María Esperanza Flores Alba y Ángel Serrano, conocida por la facilidad de interpretar a múltiples personajes de toda índole y condición social. Es licenciada en Artes y cursó hasta el séptimo semestre de Ingeniería Eléctrica en Cochabamba. Estudió estas áreas de la física cuántica y se especializó en bioneuroemoción y biodecodificación, realizando maestrías y postgrados.
Es la directora, productora y actriz de Champagne Show, conocida a nivel internacional por su sentido del humor tanto cuando asume un papel como fuera de escenarios. 
Es fundadora de esta compañía de teatro de variedades, actúa, baila y canta. Además es la directora y la que escribe todos los libretos en cada uno de los espectáculos. «Su sueño es hacer en el escenario lo que a ella le gusta que es hace reír a la gente» es lo que dice ella.
Toda su vida la dedicó al arte. Creó la empresa que se llama CREE, es un Centro de Reprogramación y Equilibrio Emocional. Este es un emprendimiento de la comediante que colabora con dos tipos de apoyo: la decodificación de los árboles transgeneracionales y el acompañamiento en bioneuroemoción, que consiste en realizar la sanación en base a energías.

### Primeros personajes
Serrano creó diversos personajes conocidos durante su trayectoria en Champagne Show. Entre ellos la cholita paceña, el subteniente policía Chucha Condori, la niñita, Miss Cuñapé y la vieja erótica. Es conocida por su capacidad de dar vida a figuras de diferentes clases sociales, géneros y estilos de vida, lo que le ha permitido ganarse el cariño del público. Entre los personajes más populares que ha interpretado se encuentran.
La Satuca es posiblemente su personaje más icónico, una cholita paceña con gran sentido del humor y picardía. La Satuca ha sido un personaje central en muchos de sus espectáculos y giras internacionales, llevándola a varios países de América Latina.
La monjita española es un personaje cómico en el que Serrano interpreta a una monja española con un toque humorístico, que resalta la versatilidad de su actuación y su capacidad para abordar distintos acentos y culturas en sus parodias.
La Fely es un personaje de sátira social que representa a una mujer de clase media-baja que expresa sus quejas y problemas cotidianos con humor.
Papá Noel Serrano es un personaje festivo que ha sido parte de sus espectáculos de temporada, en el que hace una parodia del tradicional Santa Claus con un enfoque humorístico boliviano

## Carrera profesional
La comediante inició su carrera en 1979 después de ganar un concurso humorístico en el colegio que fue el detonante para darse cuenta de que quería desarrollar su vida en torno a la comedia.
«Ahí empezó la vena artística porque cuando era muy chiquita era tímida, es más, iba ser monjita quería tomar los hábitos pero conocí a mi esposo y me subió los hábitos, digo cambié los hábitos» dijo Serrano.
Hizo  show para niños, adultos, familiares, ahora hace televisión, respecto a su experiencia en la televisión sostuvo que es difícil ingresar a la pantalla chica, ya que las redes tienen su producción, además que los productores no confían en la programación nacional, ya que se dedican a programas juveniles, revistas, pero nadie confía en series.
Del teatro saltó a la pantalla de televisión con Qué familia los Serrano. Un argentino tuvo que ver un proyecto y dijo: «esto es bueno». Ni bien leyó los libretos les gusto y dijeron lo compramos, el 2014 nació Qué familia “Los Serrano”,  programa que debía tener una primera temporada de tres meses, pero esta tiene 4 temporadas y 83 capítulos. En una entrevista al periódico la Razón señaló «tengo más de 24 años escribiendo libretos y para escribir una hora de comedia necesitas llenar páginas, ver situaciones, debes dejar que las ideas sigan lloviendo, unirlas y estructurarlas».
Jenny tuvo la oportunidad de presentar en tres oportunidades su espectáculo en los Estados Unidos, donde afirma que siempre la han recibido con cariño. En muchas de sus giras que efectuó con Champagne Show visito las ciudades de Los Ángeles, Houston, Texas, San Francisco, San Antonio y San José. De esta manera, los espectáculos de Champagne han estado no sólo en los mejores teatros de Bolivia, sino en coliseos de Guayaramerín, Puerto Suárez, Valle Grande, Villamontes, Yacuiba, Bermejo e incluso escenarios internacionales de Argentina, Estados Unidos, Brasil y Chile.

### Teatro y Comedia
Serrano es conocida por su trabajo en Champagne Show, un espectáculo de revista humorística que combina comedia, música y baile. Este show ha sido una de las principales plataformas donde ha presentado sus personajes más icónicos, como La Satuca y La Monjita Española. Además de su faceta como actriz, también se desempeña como directora y guionista de sus propios espectáculos.

### Televisión
En televisión, Jenny Serrano ha tenido un papel destacado con la serie "Qué familia los Serrano", que nació después de que un productor argentino apoyara el proyecto tras leer los libretos escritos por ella. Esta serie familiar es una mezcla de humor y situaciones cotidianas, mostrando su habilidad para conectar con diferentes públicos

### Reconocimientos y Trayectoria
Su carrera ha sido ampliamente reconocida en Bolivia, no solo por su talento cómico, sino también por su contribución a la cultura. Recibió un reconocimiento de la Secretaría Municipal de Culturas de Oruro por su destacada trayectoria artística y por el impacto de su humor en la sociedad.Serrano también es conocida por su enfoque espiritual y reflexivo, asegurando que el humor tiene un papel importante en la salud emocional y espiritual.

## Obras
Jenny Serrano ha producido y protagonizado varias obras humorísticas y espectáculos a lo largo de su carrera. Entre sus trabajos más destacados se encuentran:
- Champagne Show: Es su proyecto más famoso, una revista humorística que mezcla comedia, música y baile. Este espectáculo ha sido presentado en diferentes escenarios dentro y fuera de Bolivia, consolidándose como uno de los favoritos del público boliviano.[5]
- Qué familia los Serrano: Una serie de televisión que tuvo buena recepción en Bolivia. Serrano no solo fue parte del elenco, sino que también escribió los libretos. La serie aborda situaciones cómicas de una familia, donde el humor familiar es el eje central.[2]
- Espectacular: En 2022, Jenny Serrano presentó este show en el Súper Multiteatro de Oruro, destacando como un espectáculo lleno de humor y creatividad. Fue uno de sus retornos a los escenarios después de la pandemia, y contó con la participación de otros artistas multifacéticos.[5]

Además de estos títulos, Serrano ha creado una amplia variedad de personajes para diferentes espectáculos a lo largo de su carrera, explorando temas tanto para públicos adultos como para niños.